# Tunique de saint Vincent
La tunique de saint Vincent est une relique de Vincent de Saragosse.

## Histoire
En 304, à la mort du saint, sa tunique est récupérée par ses disciples.
Au IVe siècle, une basilique est érigée à Saragosse et contient cette tunique.
En 542, la tunique tombera entre les mains du roi Childebert Ier après le siège de Saragosse.
La basilique Sainte-Croix-et-Saint-Vincent , aujourd'hui partie intégrante de l'abbaye de Saint-Germain-des-Prés sera érigée pour l'occasion.
On ne retrouve plus de mentions postérieures de la relique.

## Sources et Références
1. ↑  Victor Saxer, La passion de saint Vincent diacre dans la première moitié du Ve siècle. Essai de reconstitution, 1985
2. ↑  (la) Eugène de Tolède, Carmina VIII
3. ↑  (es) DiCom Medios SL, « Gran Enciclopedia Aragonesa Online », sur www.enciclopedia-aragonesa.com (consulté le 3 mars 2022)
4. ↑  Histoire de l'abbaye, site officiel.